# Sociologija obitelji
Sociologija obitelji je proučavanje obitelji sa sociološkog gledišta. Većina studija usredotočuje se na društveni razvoj obitelji, analizirajući ga polazeći od društvenih klasa, spolova i etničkih skupina uključenih u ovaj fenomen.
Sociologija obitelji proučava različitost u različitim oblicima obitelji u suvremenom društvu u odnosu na ideologiju, rodne razlike i državne politike svojstvene instituciji braka. Pokazatelji koji se koriste u istraživanjima su: broj djece u obitelji, njihova dob, etnička pripadnost, razina i ekonomska mobilnost obiteljske jedinice, obrazovna razina. Oni omogućuju proučavanje interakcija između obitelji i kulture i društva, te između njih i obitelji.
Sa sociološkog stajališta, obitelj je specifični društveni odnos koji povezuje roditeljski par s njihovom djecom, odnosno presijeca odnos među spolovima s odnosom među generacijama. Iako je riječ o međuljudskim odnosima koji omeđuju privatnu sferu, obitelj ima značajne funkcije za društvo, a samim time i javnu vrijednost. Obiteljski oblici kroz povijest bili su vrlo varijabilni, međutim, nijedno društvo nikada nije uspjelo ukinuti obitelj. Kada se to i pokušalo, eksperiment je propao i morao se vratiti prostor obitelji. Temeljni razlog leži u činjenici da je obitelj temeljna društvena struktura (neki govore i o 'socijalnom genomu obitelji') koja ima zadaću humanizirati ljude provodeći prijelaz iz prirode u kulturu.
U istraživanjima definiranim kao mikrosociološka, tema obitelji predstavlja jedan od najistraživanijih objekata. Obitelj je institucija koja ima temeljnu ulogu u društvu. Ona predstavlja osnovnu društvenu jedinicu, odnosno primarnu skupinu u smislu učenja i osnovnog osposobljavanja svakog pojedinca. Stoga ne čudi da je fenomen krize obitelji, koji se pojavio od prvih desetljeća 20. stoljeća, jedna od najdelikatnijih tema za sociologe. Oni u krizi ove institucije vide krizu samog društva, kao degradaciju grupe koja je činila njen osnovni element.
Polazeći od pretpostavke da se unutar proučavanja obitelji biološka komponenta općenito razlikuje od ljudske i kulturološke, sociolozi su u svojim analizama utvrdili da je već u prapovijesti temeljna jezgra (roditelji - djeca), kao i kod životinjskih vrsta, a njezino je mjesto zauzela konsangvinična obitelj u kojoj krvne veze (srodstvo) prevladavaju nad bračnima. Ovu transformaciju karakterizira potreba da se obiteljska grupa organizira u oblike prikladnije za obavljanje ekonomskih i društvenih funkcija. 
Kriza obitelji ovisi o progresivnom padu proizvodne funkcije, stoljećima koncentrirane na veliku obitelj, prije svega zbog pojave industrijske organizacije, koja je postupno apsorbirala velik dio vremena na raspolaganju članovima obitelji, učinkovito uzrokujući jedan progresivni raskid upravo u dimenziji međuobiteljskih veza.